# Парадигматика
Парадигматика — один из двух аспектов системного изучения языка, определяемый выделением и противопоставлением двух типов отношений между элементами и/или единицами языка — парадигматических и синтагматических; раздел науки о языке, занимающийся парадигматическими отношениями, их классификацией, определением области их действия и т. п..
Парадигматика — в более широком смысле — то же, что языковая система, понимаемая как совокупность лингвистических классов — парадигм; противопоставляется синтагматике как синониму понятия лингвистического процесса и текста.
В морфологии — раздел о совокупности парадигм, характеризующих изменяемые части речи или их разряды (например, парадигматика сильного глагола — все формы глагола с учётом особенностей их организации в полные и частные парадигмы); нередко синоним терминам «словоизменение» и «формообразование».
В синтаксисе — раздел о системах форм предложения или словосочетания (синтаксических парадигмах).
Мысли о существовании в языках разных типов отношений высказывались уже в работах И. А. Бодуэна де Куртенэ и Н. В. Крушевского. Первый подчёркивал различие отношений «по горизонтали» и «по вертикали» при сопоставлении единиц и при их последовательной смене, второй — при ассоциациях по смежности и по сходству. Крушевскому принадлежала также мысль о том, что ассоциации по сходству и смежности влияют друг на друга и определяют развитие языка.